# Campeonato Mundial de Atletismo Júnior de 2010 - 3000 m com obstáculos feminino
A prova dos 3000 metros com obstáculos feminino do Campeonato Mundial de Atletismo Júnior de 2010 ocorreu entre os dias 20 e 22 de julho em Moncton, no Canadá. 

## Recordes
Antes desta competição, os recordes mundiais e do campeonato nesta prova eram os seguintes:
|     | Nome                     | Nacionalidade | Tempo   | Local     | Data                |
| --- | ------------------------ | ------------- | ------- | --------- | ------------------- |
| WJR | Birtukan Adamu           | Etiópia       | 9:20.37 | Roma      | 26 de maio de 2011  |
| CR  | Christine Kambua Muyanga | Quênia        | 9:31.35 | Bydgoszcz | 10 de julho de 2008 |

## Medalhistas
| Ouro                         | Prata                | Bronze                    |
| Purity Cherotich Kirui (KEN) | Birtukan Adamu (ETH) | Lucia Kamene Muangi (KEN) |

## Cronograma
Todos os horários são locais (UTC-4).
| Data        | Hora  | Evento        |
| ----------- | ----- | ------------- |
| 20 de julho | 09:00 | Eliminatórias |
| 22 de julho | 19:30 | Final         |

## Resultados

### Eliminatórias
As eliminatórias se iniciaram no dia 20 de julho ás 09:00. 
Bateria 1
| Posição | Atleta                 | Nacionalidade  | Tempo    | Notas |
| ------- | ---------------------- | -------------- | -------- | ----- |
| 1       | Purity Cherotich Kirui | Quênia         | 9:52.77  | Q     |
| 2       | Almaz Ayana            | Etiópia        | 9:53.53  | Q     |
| 3       | Gesa Felicitas Krause  | Alemanha       | 10:13.66 | Q     |
| 4       | Estefania Tobal        | Espanha        | 10:14.07 | Q     |
| 5       | Shelby Greany          | Estados Unidos | 10:18.74 | q     |
| 6       | Nawal Yahi             | Argélia        | 10:39.46 |       |
| 7       | Viktoria Ivanova       | Rússia         | 10:39.92 |       |
| 8       | Caroline Mellsop       | Nova Zelândia  | 10:40.08 |       |
| 9       | Cécile Chevillard      | França         | 10:47.37 |       |
| 10      | María José Pérez       | Espanha        | 10:50.36 |       |
| 11      | Celestina Malugani     | Itália         | 10:59.73 |       |
| 12      | Danna Levin            | Israel         | 11:06.05 |       |
| 13      | Chen Chao-Chun         | Taipé Chinesa  | 11:19.81 |       |

Bateria 2
| Posição | Atleta              | Nacionalidade  | Tempo    | Notas |
| ------- | ------------------- | -------------- | -------- | ----- |
| 1       | Birtukan Adamu      | Etiópia        | 10:01.46 | Q     |
| 2       | Geneviève Lalonde   | Canadá         | 10:03.88 | Q     |
| 3       | Lucia Kamene Muangi | Quênia         | 10:10.69 | Q     |
| 4       | Giulia Martinelli   | Itália         | 10:12.08 | Q     |
| 5       | Eleanor Fulton      | Estados Unidos | 10:25.89 | q     |
| 6       | Sofie Gallein       | Bélgica        | 10:33.09 | q     |
| 7       | Azucena Rodríguez   | México         | 10:35.58 | q     |
| 8       | Athiná Koini        | Grécia         | 10:38.33 |       |
| 9       | Jovana de la Cruz   | Peru           | 10:42.52 |       |
| 10      | Albina Chinchikeeva | Rússia         | 11:07.04 |       |
| 11      | Nabila Draa         | Argélia        | 11:08.00 |       |
| 12      | Zarina Mentayeva    | Cazaquistão    | 11:08.57 |       |
| 13      | Elena Panaet        | Roménia        | 11:09.82 |       |

### Final
A prova final foi realizada no dia 22 de julho ás 19:30. 
| Posição           | Atleta                 | Nacionalidade  | Tempo    | Notas |
| ----------------- | ---------------------- | -------------- | -------- | ----- |
| Medalha de ouro   | Purity Cherotich Kirui | Quênia         | 9:36.34  |       |
| Medalha de prata  | Birtukan Adamu         | Etiópia        | 9:43.23  |       |
| Medalha de bronze | Lucia Kamene Muangi    | Quênia         | 9:43.71  |       |
| 4                 | Gesa Felicitas Krause  | Alemanha       | 9:47.78  |       |
| 5                 | Almaz Ayana            | Etiópia        | 9:48.08  |       |
| 6                 | Geneviève Lalonde      | Canadá         | 9:57.74  |       |
| 7                 | Giulia Martinelli      | Itália         | 10:05.43 |       |
| 8                 | Estefania Tobal        | Espanha        | 10:09.66 |       |
| 9                 | Sofie Gallein          | Bélgica        | 10:23.07 |       |
| 10                | Shelby Greany          | Estados Unidos | 10:27.33 |       |
| 11                | Azucena Rodríguez      | México         | 10:35.38 |       |
| 12                | Eleanor Fulton         | Estados Unidos | 10:47.72 |       |

Legenda
| Recorde mundial       | Recorde mundial (World record)               |                       | Recorde africano                      | Recorde africano (African) |                                           | Q | Classificado por posição (Qualified) |
| Recorde do campeonato | Recorde do campeonato (Championship record)  | Recorde da América    | Recorde da América (Americas)         | q                          | Classificado por melhor tempo (Qualified) |   |                                      |
| Melhor marca do ano   | Melhor marca do ano (World leading)          | Recorde asiático      | Recorde asiático (Asian)              | DNS                        | Não largou (Did not start)                |   |                                      |
| Recorde nacional      | Recorde nacional (National record)           | Recorde europeu       | Recorde europeu (European)            | DNF                        | Não terminou (Did not finish)             |   |                                      |
| Recorde pessoal       | Recorde pessoal do atleta (Personal best)    | Recorde da Oceania    | Recorde da Oceania (Oceania)          | DSQ / DQ                   | Desclassificado (Disqualified)            |   |                                      |
| Recorde da temporada  | Recorde da temporada do atleta (Season best) | Recorde sul-americano | Recorde sul-americano (South America) | NM                         | Sem marca (No mark)                       |   |                                      |